# Oeuvre van Maurice Ravel
Dit artikel geeft een overzicht van het oeuvre van Maurice Ravel. De composities zijn gerangschikt volgens genre en hebben elk een catalogusnummer van musicoloog Marcel Marnat (vetgedrukt).

## Opera's, balletten en fantasieën
- 18, Olympia, opera naar E.T.A. Hoffmanns Der Sandmann (1898-1899)
- 49, La cloche engloutie, geplande opera (1906-1912), vernietigd door Ravel
- 52, L'heure espagnole, opera (1907)
- 57, Daphnis et Chloé, ballet (1909-1912)
- 62, Ma Mère l'Oye, ballet (1911-1912)
- 71, L'Enfant et les sortilèges, lyrische fantasie
- 80, Fanfare, uit het gemeenschappelijk ballet L'Éventail de Jeanne (1927)
- 85, Morgiane, ballet (1932)

## Orkestwerken
- 7, Menuet antique (1929)
- 17, Shéhérazade, ouverture (1898)
- 19, Pavane pour une infante défunte (1910)
- 54, Rhapsodie espagnole (1907)
- 57a, Daphnis et Chloé, suite nr. 1 voor orkest (1911)
- 57b, Daphnis et Chloé, suite nr. 2 voor orkest (1912)
- 60, Ma Mère l'Oye (1911)
- 61, Valses nobles et sentimentales (1912)
- 68a, Le tombeau de Couperin (1919)
- 72, La Valse (1919-1920)
- 81, Boléro (1928)

## Concerten
- 66, Zaspiak-Bat, voor piano en orkest (1913-1914)
- 76, Tzigane, voor viool en orkest (1924)
- 82, Pianoconcert in D voor de linkerhand (1929-1930)
- 83, Pianoconcert in G (1929-1931)

## Koorwerken
- 22, Callerhoe (1900)
- 25, Les Bayadères (1900)
- 28, Tout est lumière (1900)
- 31, Semiramis (1902)
- 33, La nuit (1902)
- 37, Matinée en Provence (1903)
- 45, L'aurore (1905)
- 59, Saint François d'Assise (1909-1910)
- 75, Ronsard à son âme (1935)

## Kamermuziekwerken
- 12, Sonate nr. 1 pour piano et violon (1897)
- 35, Strijkkwartet in F (1902-1903)
- 46, Introductie en Allegro (1905)
- 67, Pianotrio in a mineur (1914)
- 73, Sonate pour violon et violoncelle (1920-1922)
- 74, Berceuse sur le nom de Gabriel Fauré (1922)
- 76, Tzigane (1924)
- 77, Sonate nr. 2 pour piano et violon (1923-1927)

## Pianowerken (solo)
- 1, Pianosonate (1888)
- 2, Variaties op een thema van Grieg (Aases dood) (1888)
- 3, Variaties op een thema van Schumann (thema is het kerklied Freu dich, o meine Seele uit Album für die Jugend) (1888)
- 5, Sérénade grotesque (1892-1893)
- 7, Menuet antique (1895)
- 8, Habanera (1895)
- 11, La parade (1896)
- 13, Entre cloches (1897)
- 14, Valse in D (1898)
- 19, Pavane pour une infante défunte (1899)
- 20, Fuga (1899)
- 23, Fuga in D (1900)
- 24, Fugue à quatre voix in F (1900)
- 26, Prelude en fuga (1900)
- 27, Fuga in F (1900)
- 30, Jeux d'eau (1901)
- 32, Fuga in Es (1902)
- 36, Fuga in e mineur (1903)
- 40, Sonatine (1903-1905)
- 42, Menuet in cis mineur (1904)
- 43, Miroirs (1904-1905)
- 44, Fuga in C (1905)
- 55, Gaspard de la nuit (1908)
- 56, Pavane de la Belle au bois dormant (1908)
- 57c, Danse gracieuse de Daphnis, suite (1913)
- 58, Menuet sur le nom de Haydn (1909)
- 60, Ma Mère l'Oye (1908-1910)
- 61, Valses nobles et sentimentales (1911)
- 63, À la manière de... (1912-13)
- 65, Prelude voor piano (1913)
- 68, Le tombeau de Couperin (1914-1917)
- 70, Frontispice (1918) (Een 'frontispice' is een gravure voor in een boek. Dit stuk is geschreven voor 5 handen op 2 piano's.)
- 81, Bolero, transcriptie voor quatre mains (1929)

## Vocale werken met instrumentale begeleiding
- 4, Ballade de la reine morte d'aimer (1893)
- 6, Un grand sommeil noir (1895)
- 9, Sainte (1896)
- 10, D'Anne jouant l'espinette (1896)
- 15, Chanson de rouet (1898)
- 16, Si morne! (1898)
- 21, D'Anne qui me jecta de la neige (1899)
- 29, Myrrha (1901)
- 34, Alcyone (1902)
- 38, Alyssa (1903)
- 39, Manteau des fleurs (1903)
- 41, Shéhérazade (1903)
- 47, Noël des jouets (1905)
- 48, Les grand vents d'outre-mer (1906)
- 50, Histoires naturelles (1906)
- 51, Vocalise-étude en forme de habanera (1907) (Dit werk is later voor divere instrumenten gearrangeerd, ook bekend als kortweg Habanera.)
- 53, Sur l'herbe (1907)
- 64, Trois poèmes de Stéphane Mallarmé (1913)
- 69, Drie liederen (1914-1915)
- 75, Ronsard à son âme (1923-1924)
- 78, Chansons madécasses (1925-1926)
- 79, Rêves (1927)
- 84, Don Quichotte à Dulcinée (1932-1933)

## Koor
- 69, Drie liederen, voor onbegeleid gemengd koor (1914-1915)